# Philippe Blasband
Philippe Blasband (né le 26 juillet 1964 à Téhéran, Iran) est un écrivain et réalisateur belge d'expression française. Il vit à Bruxelles.
Philippe Blasband a réalisé plusieurs films dont Maternelle en 2009 avec Aylin Yay dans le rôle principal.

## Biographie
Philippe Blasband fut l'élève de Gaston Compère à l'athénée royal d'Ixelles. Il est diplômé de l'INSAS (section montage).

## Œuvres littéraires

### Romans
- De cendres et de fumées, Gallimard, 1990  (ISBN 2-07-072069-1). Prix Victor Rossel
- L'Effet-cathédrale, Gallimard, 1994  (ISBN 978-2070736201)
- Max et Minnie, Gallimard, 1996  (ISBN 978-2070745227)
- Le Livre des Rabinovitch, Le Castor Astral, 1998  (ISBN 978-2859203498)
- Johnny Bruxelles, Grasset, 2005  (ISBN 978-2246671619)
- Soit dit entre nous, écrire m'emmerde, Le Castor Astral, 2013  (ISBN 978-2859209155)

### Récits
- Le Petit Garçon qui parlait dans les cocktails, Climax éditions, 2007

### Nouvelles
- Quand j'étais sumo, Le Castor Astral, 2000  (ISBN 978-2859204013)

### Pièces de théâtre
- La Lettre des chats
- Une chose intime (et mise en scène)
- Où es-tu Sammy Rebenski ?
- Jef
- Le Masque du dragon
- Les Mangeuses de chocolat (aussi mise en scène), Prix triennal du théâtre 1999
- L'Invisible
- Une aventure de Simon Rapoport, guerrier de l'espace (aussi mise en scène)
- Pitch (aussi mise en scène)
- Le Village oublié d'au-delà des montagnes
- Les Sept Jours de Simon Labrosse de Carole Fréchette (mise en scène seulement)
- Les Mille et Une Nuits (adaptation et mise en scène)
- Macbeth à 2 (adaptation et mise en scène)
- Les Témoins (aussi mise en scène)
- Nathalie (d'abord publié sous le titre Nathalie Ribout, d'après le premier scénario du film Nathalie...), monté en 2009 à Paris au Théâtre Marigny, avec Maruschka Detmers et Virginie Efira.
- Le Tramway des enfants
- Tuyauterie

## Filmographie

### Comme scénariste

#### Courts métrages
- 1992 : Les Vloems de Frédéric Fonteyne
- 1992 : Les Sept Péchés capitaux de Frédéric Fonteyne
- 1993 : Bob (le déplorable) de Frédéric Fonteyne
- 1994 : John
- 1997 : Doucement
- 1999 : La Dinde
- 2000 : Joyeux Noël Rachid
- 2000 : La Vie, la Mort et le Foot

#### Longs métrages
- 1998 : Max et Bobo de Frédéric Fonteyne
- 1999 : Une liaison pornographique de Frédéric Fonteyne, avec Sergi López et Nathalie Baye
- 2000 : Thomas est amoureux de Pierre-Paul Renders
- 2000 : Deuxième quinzaine de juillet de Christophe Reichert (également coscénariste)
- 2002 : J'ai toujours voulu être une sainte de Geneviève Mersch (également coscénariste)
- 2002 : Un honnête commerçant de Philippe Blasband
- 2003 : Le Tango des Rashevski de Sam Garbarski (également coscénariste)
- 2003 : Mariées mais pas trop de Catherine Corsini (coscénaristes : Catherine Corsini et Christophe Morand)
- 2003 : Nathalie... d'Anne Fontaine (scénario original, adapté ensuite par Jacques Fieschi, Anne Fontaine et François-Olivier Rousseau)
- 2004 : La Femme de Gilles de Frédéric Fonteyne (coscénaristes : Frédéric Fonteyne et Marion Hänsel)
- 2007 : Irina Palm de Sam Garbarski (coscénariste : Martin Herron)
- 2007 : La Couleur des mots de Philippe Blasband
- 2008 : Coquelicots de Philippe Blasband
- 2009 : Maternelle de Philippe Blasband
- 2010 : Quartier lointain de Sam Garbarski (coscénariste : Jérôme Tonnerre, d'après le manga de Jirō Taniguchi)
- 2010 : Les Émotifs anonymes de Jean-Pierre Améris
- 2012 : Tango libre de Frédéric Fonteyne : adaptation et dialogues avec Anne Paulicevich, sur un scénario d'Anne Paulicevich
- 2013 : Angélique d'Ariel Zeitoun
- 2014 : Marie Heurtin de Jean-Pierre Améris

#### Télévision
- 2016 : Les Pieds dans le tapis de Nader Takmil Homayoun

### Comme réalisateur

#### Courts métrages
- 1992 : WC
- 1998 : Cha-cha-cha
- 2001 : Mireille et Lucien

#### Longs métrages
- 2002 : Un honnête commerçant
- 2007 : La Couleur des mots
- 2008 : Coquelicots
- 2009 : Maternelle

## Récompenses et distinctions

### Récompenses
- 1990 : prix Victor Rossel pour De cendres et de fumées
- 2005 : meilleur scénario au prix Joseph-Plateau avec Frédéric Fonteyne et Marion Hänsel pour La Femme de Gilles
- 2005 : prix Signis au Festival du film d'Amiens pour La couleur des mots
- 2005 : Audience Award au Festival du cinéma de Brive pour La couleur des mots
- 2014 : Meilleur scénario original ou adaptation aux Magritte du cinéma avec Anne Paulicevich pour Tango libre
- Trophées francophones du cinéma 2014 : Trophée francophone du scénario avec Anne Paulicevich pour Tango libre

### Nominations
- 2002 : grand prix des Amériques au Festival des films du monde de Montréal pour Un honnête commerçant
- 2004 : Meilleur scénario au prix Joseph-Plateau pour Le Tango des Rashevski
- 2012 : Meilleur scénario original ou adaptation aux Magritte du cinéma pour Les Émotifs anonymes
- 2014 : Meilleur scénario original ou adaptation aux Magritte du cinéma pour Vijay and I avec Sam Garbarski